# 迷宮捜査
『迷宮捜査』（めいきゅうそうさ）は、緒川怜による日本の推理小説。
2015年5月10日にテレビドラマ化された。 

## テレビドラマ
テレビドラマ化され、2015年5月10日にテレビ朝日系『日曜エンターテインメント』枠で放送された。主演は反町隆史。藤本一彦プロデューサーによれば、「いかなることにも恐れず、妥協を許さぬ正義感と慈愛あふれた人間性がにじみ出ており、主人公にピッタリ」と起用された。反町は名波を演じるにあたり、幼い頃に両親を亡くし妹とも別々に生きてきた天涯孤独の身であることを前提にしながらも、刑事ドラマにありがちなアウトローで強烈なキャラクターにはせず、あくまでも普通の刑事に見えるように心掛けたという。また、ストーリーは原作にある公安や北朝鮮の話はカットされている。

### キャスト

#### 警視庁
捜査一課三係（鷹軍団）
名波 洋一郎（ななみ よういちろう）
演 - 反町隆史
巡査を拝命して5年目の23歳で御殿山署（所轄）の刑事となった優秀な警察官。東京・品川で起きた一家3人殺害事件の捜査に加わったところ、鷹栖に引き抜かれ、警視庁捜査一課三係へ異動してきた。強い正義感を持っているが、集団を好まず、単独行動することも多い。
実は7歳のとき、火災で両親を失い、妹の有希子と共に児童養護施設に入った。その1年後、妹は裕福な家庭に引き取られ別離したが、28年後、偶然再会した。唯一の肉親である有希子の存在だけが生きがいであり、希望。妹を守るためなら、どんなことでもするつもりでいる。
鷹栖 誠司（たかす せいじ）
演 - 高橋克実
係長。強烈なリーダーシップで、猛者ぞろいの三係を統率している。名波に目をかけ、三係に引き抜く。
妻はすでに他界、亜矢子と麻子という美しい2人の娘がいる。かつて犯人に撃たれた傷が原因で少し足を引きずって歩く。
香川 崇（かがわ たかし）
演 - 八嶋智人
主任刑事。名波とコンビを組んで連続一家殺害事件の捜査にあたる。妻と3人の子どもと団地住まい。
木元 修平
演 - 浜田学
刑事。
小池 啓輔
演 - 加治将樹
刑事。
捜査一課六係
角南 慎介
演 - 小市慢太郎
主任。
その他
真壁 繁樹（まかべ しげき）
演 - 大杉漣
管理官。2つの一家殺人事件の捜査の指揮を執る。同一犯の犯行を示唆する証拠が挙がっているにもかかわらず、政治的配慮から合同捜査本部を立てない決断を下す。

#### 主要人物の関係者
樋口 有希子/中里 美沙（ひぐち ゆきこ / なかざと みさ）
演 - 貫地谷しほり
名波の妹。ピアニスト。3歳のとき裕福な樋口家に引き取られ、兄と離ればなれになった。教育熱心な養父母のおかげで音楽の道に進み、ヨーロッパに留学。ピアニストとなって凱旋帰国した。ある事情から名を変え、“中里美沙”と名乗っている。
鷹栖 麻子（たかす あさこ）
演 - 夏菜
鷹栖の次女。洋菓子店で働いている。自分は父親に嫌われていると思いこんでいる。名波にほのかな好意を抱く。
鷹栖 亜矢子（たかす あやこ）
演 - 中村ゆり
鷹栖の長女。生まれつき心臓に持病があり、幼い頃から入退院を繰り返してきた。家族思いのやさしい娘。
柿崎 功（かきざき いさお）
演 - でんでん
週刊誌記者。有希子の過去をかぎまわる。

#### その他
九鬼 祐太（くき ゆうた）
演 - 竜星涼
ピザ店のアルバイト店員。品川一家3人殺害事件の容疑者として名波が最初に目をつけた男。
大島 邦明
演 - 菅原大吉
沢松 直純
演 - 山口大地
芳村 静江
演 - 舟木幸
北山 順子
演 - 河合美智子
山田 一雄
演 - 山田明郷
その他
演 - 佐戸井けん太、水上竜士、上田耕一　ほか

### スタッフ
- 原作 - 緒川怜（光文社文庫）
- 脚本 - 西岡琢也
- 監督 - 藤田明二
- 音楽 - 沢田完
- 撮影 - 川田正幸
- 美術 - 吉澤祥子
- ピアノ演奏 - 大田佳弘
- 選曲効果 - 石井和之
- VFX - キルアフィルム
- プロダクション協力 - 東映太秦映画村
- チーフプロデューサー - 五十嵐文郎
- プロデューサー - 藤本一彦、河瀬光、和佐野健一
- 制作 - テレビ朝日、東映